# Daimokutate
 O Daimokutate (題目立)  é uma apresentação de recitação no santuário Yahashira, na vila de Kami-fukawa, perto da cidade de Nara . 
O templo xintoísta em Kamifukawa tem a tradição de aceitar garotos de 17 anos como membro de uma organização religiosa que realiza cerimônias religiosas no templo. A aceitação de um menino na organização do templo é um reconhecimento de que a criança se tornou adulta. 

## A Performance
Jovens, de 17 anos (se não houver meninos suficientes com 17 anos, meninos que ainda não tenham 17 anos que tenham mais de 17 anos também são incluídos no espetáculo) ficam em um semi-círculo vestindo roupas de samurai e carregando arcos . Um por um, eles são chamados ao centro por um velho que lê o nome de um personagem nos contos da disputa entre os clãs Genji e Heike. Não há acompanhamento musical. Quando todos os 26 personagens falam, os jovens batem ritmicamente os pés e cantam nos bastidores. 
Originalmente, Daimokutate é um rito de passagem aos dezessete anos para marcar a aceitação formal do filho mais velho na comunidade das vinte e duas famílias de Kami-fukawa, o Daimokutate é agora realizado anualmente em meados de outubro por jovens de várias idades e de muitas famílias diferentes. Único no Japão como uma performance dramática sem atuação ou música, o Daimokutate é um importante marcador de identidade e desempenha um papel indispensável na manutenção da solidariedade nesta cidade montanhosa. 

## História
O Daimokutate foi realizado pela primeira vez no final do período Muromachi (século XVI). Daimokutate é o último exemplo vivo de uma tradição de recitar, em santuário por pessoas comuns, atestada pela primeira vez em um documento de 1534  . 
Os documentos coletados pelo especialista em folclore Hosen Jungo entre 1953 e 1955 foram preservados, mas é provável que o repertório tenha sido muito maior  . 
Daimokutate foi inscrito em 2009 na Lista Representativa do Patrimônio Cultural Imaterial da Humanidade da Unesco . 